# Ralph T. Niemeyer
Ralph Thomas Niemeyer (* 9. Oktober 1969 in West-Berlin) ist ein deutscher Autor. Er kandidierte dreimal erfolglos für den Bundestag (für Die Linke, SPD und  dieBasis). Seit 2022 vertritt er Positionen der Reichsbürgerbewegung und bezeichnet sich seit dem russischen Überfall auf die Ukraine 2022 als Vertreter einer deutschen „Exil-Regierung“, die mit Russland verhandele.

## Leben
Ralph Niemeyer wuchs in Bonn-Bad Godesberg als Sohn eines Ministerialbeamten auf.
Er veröffentlichte einige Bücher in Selbstkostenverlagen, die zunächst unpolitisch und narrativ waren, aber später zunehmend politische Inhalte thematisierten.
Im Mai 1996 wurde Niemeyer vom Landgericht Köln wegen Betruges in 46 Fällen zu drei Jahren und vier Monaten Freiheitsstrafe verurteilt und es wurde für ihn ein fünfjähriges Berufsverbot als Finanzberater ausgesprochen. Im März 1997 wurde die Vollstreckung der Reststrafe zur Bewährung ausgesetzt. Nach seiner Freilassung heiratete er am 5. Mai, dem Geburtstag Karl Marx’, die Politikerin Sahra Wagenknecht; die Ehe wurde 2013 geschieden. Im Jahr 2002 wurde Niemeyer wegen Betrugs zu einer Freiheitsstrafe von anderthalb Jahren verurteilt; die Vollstreckung der Strafe wurde zur Bewährung ausgesetzt.
Im Januar 2011 wurde Niemeyer Mitglied der Partei Die Linke, zunächst im Kreisverband Heidelberg-Rhein-Neckar in Baden-Württemberg, ab Juni 2012 in Niedersachsen. Weder als Direktkandidat im Bundestagswahlkreis Friesland – Wilhelmshaven – Wittmund noch als Listenkandidat der Linken erreichte er ein Mandat für den 18. Deutschen Bundestag.
Im März 2017 wurde Niemeyer, nachdem er aus Die Linke ausgetreten war, in Baden-Württemberg Mitglied der SPD. Deren Landesparteitag in Schwäbisch Gmünd wählte ihn auf den aussichtslosen Platz 39 der Landesliste für die Bundestagswahl 2017.
2021 trat Niemeyer in die Basisdemokratische Partei Deutschland ein. Für diese kandidierte er auch bei der Bundestagswahl 2021 auf der Landesliste Bayern. Im Rahmen der Proteste gegen Schutzmaßnahmen zur COVID-19-Pandemie in Deutschland trat er mehrfach als Redner auf, so auch bei der Großdemonstration am 29. August 2020 in Berlin und am 14. Dezember 2021 in München. Dort forderte er laut Süddeutscher Zeitung einen Schulterschluss zwischen Links und Rechts.
Ab 2022 vertrat Niemeyer öffentlich Positionen der Reichsbürgerbewegung, etwa die Behauptung, dass Deutschland kein souveräner Staat sei und keine Verfassung besitze. Er trat öfter mit Mitgliedern der „Reichsbürger“-Gruppe „Patriotische Union“ wie Michael Fritsch, Ruth Hildegard Leiding und Maximilian Eder auf „Querdenker“-Kundgebungen auf und vertrat ähnliche Thesen zur deutschen Verfassung wie diese.
Im Juli 2022 erklärte Niemeyer, er habe eine „Exil-Regierung“ gegründet und wolle „nach Zusammenbruch des BRD-Verwaltungskonstruktes“ mit Russlands Staatspräsident Wladimir Putin verhandeln. Im September 2022 reiste er als selbsternannter „Exil-Kanzler“ Deutschlands nach Russland, führte Gespräche mit hohen russischen Regierungsvertretern und handelte angebliche Verträge mit dem russischen Staatskonzern Gazprom aus. Nach seiner Rückkehr erklärte er öffentlich, die Bundesregierung von Olaf Scholz sei „am Ende“ und „suspendiert“. Es gehe nur noch darum, „unter welchen Umständen sie die Macht abgibt“. Danach bat die „Patriotische Union“ Niemeyer mehrmals, zuletzt am 5. Dezember 2022, Dokumente ihres mutmaßlichen Anführers Heinrich XIII. Prinz Reuß an Putin zu überbringen. Vermutet wird, dass Reuß bei der Vorbereitung eines Putschversuchs gegen die deutsche Demokratie die Unterstützung der Regierung Russlands suchte. Am 7. Dezember 2022 ließ der Generalbundesanwalt 25 Mitglieder der Reuß-Gruppe festnehmen und ermittelt weiter zu ihrem Umfeld. Unabhängig davon eröffnete die Staatsanwaltschaft München ein Ermittlungsverfahren gegen Niemeyer wegen des Verdachts der „Landesverräterischen Fälschung“ nach § 100a StGB. Dabei geht es um seinen mutmaßlichen Versuch, einer fremden Staatsmacht falsche Informationen zu übermitteln, die die Sicherheit der Bundesrepublik Deutschland gefährden können. Niemeyer bestätigte Kontakte zur Reußgruppe, betonte aber, er habe keine Botendienste zugesagt und keine Kenntnis von Putschplänen; diese lehne er ab.
Am 22. März 2023 durchsuchte die Polizei seine Wohnung in München. Am Tag der Razzia trat Niemeyer als angeblicher Anführer einer deutschen Oppositionsgruppe live in Moskau im russischen Fernsehen Russia Today auf, um sich dort als „letzter Ansprechpartner für Russland in Deutschland“ zu positionieren.

## Veröffentlichungen
- Wolken zum Frühstück. R. G. Fischer, Frankfurt 1990, ISBN 978-3-89406-077-0
- Das Märchen von ‚Stiller Fluß‘ – vom Geheimnis des nächsten Jahrtausends. R. G. Fischer, Frankfurt 1992, ISBN 978-3-89406-434-1
- Kommunisten schnarchen nicht. 1992. R. G. Fischer, Frankfurt 1993, ISBN 978-3-89406-676-5
- Als in China das erste Mal ein Sack Reis umfiel … : neue Charmützel mit meiner Überallesgeliebtenfrau. R. G. Fischer, Frankfurt 1995, ISBN 978-3-89501-064-4
- The Verdict – when a state is hijacked. iUniverse, 2003, ISBN 978-0-595-29450-3
- Waiting for the new Führer – The German Euro-Apartheid. iUniverse, 2003, ISBN 978-0-595-29552-4
- Under Attack – Morning Dawn in Venezuela. Authorhouse, 2004, ISBN 978-0-595-66208-1
- Empty Words – some sort of poetry. iUniverse, 2005.  ISBN 978-0-595-34362-1
- All the Ice of Africa. iUniverse, 2006, ISBN 978-0-595-38260-6
- The Daughters of the Fisherman of Rio Chico. iUniverse, 2006, ISBN 978-0-595-41392-8
- De-Mock-Crazy – the Information Age is over! iUniverse, 2007, ISBN 978-0-595-45812-7
- Hard Core Europe – A fact-based Reality-check of the Banana RepEUblic. iUniverse, 2008, ISBN 978-0-595-49205-3
- The Shadow Commission: News from the Land Without Opposition. iUniverse, 2008, ISBN 978-1-4401-0226-4
- If the World was a bank it had been rescued. iUniverse, 2009, ISBN 978-1-4401-8068-2
- Germany after Capitalism – The Wagenknecht-Doctrine. 2012, iUniverse, ISBN 978-1-4697-6516-7